# Paepalanthus
Paepalanthus je rod jednoděložných rostlin z čeledi vlnohlávkovité. Jsou to rostliny s trávovitými listy a kulovitými květenstvími. Vyskytují se v tropické a subtropické Americe a v menší míře i v subsaharské Africe a na Madagaskaru. Druh Paepalanthus bromelioides bývá podezírán z masožravosti.

## Popis
Zástupci rodu Paepalanthus jsou jednoleté nebo vytrvalé byliny s jednoduchým nebo větveným stonkem a střídavými plochými trávovitými listy. Listy mohou být nahloučeny v přízemní růžici či na vrcholu stonku nebo pokrývají stonek. Květy jsou jednopohlavné, 2- nebo 3-četné. Rostliny jsou jednodomé. Kališní lístky jsou volné nebo pouze na bázi krátce srostlé, na vrcholu často brvité. Za zralosti jsou u samičích květů kališní lístky často zvětšené, ztlustlé a hygroskopické, za sucha se ohýbají a vystřelují plody do vzdálenosti až 2 metrů. Korunní lístky jsou u samčích květů srostlé v trubku, u samičích volné. Tyčinky jsou 2 nebo 3, většinou volné, s hnědými nebo bílými prašníky. Semeník je srostlý ze 2 nebo 3 plodolistů nebo vlivem aborce tvořený jediným plodolistem. Plodem je lokulicidní tobolka nebo je plod jednosemenný a nepukavý.

## Rozšíření
Rod Paepalanthus zahrnuje asi 500 druhů. Je rozšířen v tropické a subtropické Americe od Mexika po Jižní Ameriku, několik málo druhů se vyskytuje v Africe.

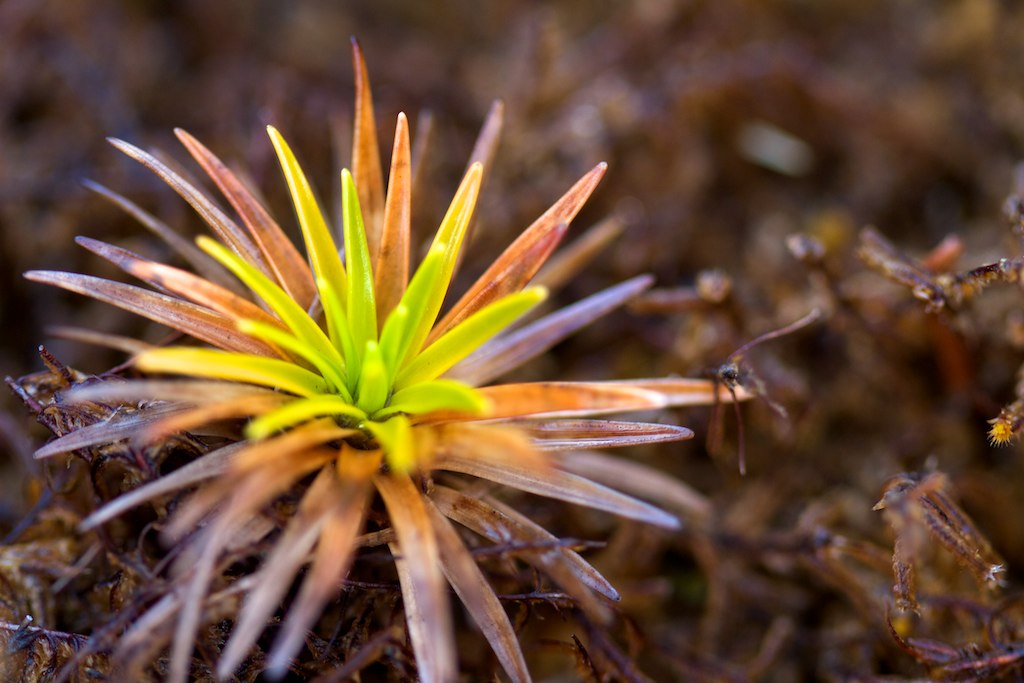
Listová růžice Paepalanthus convexus
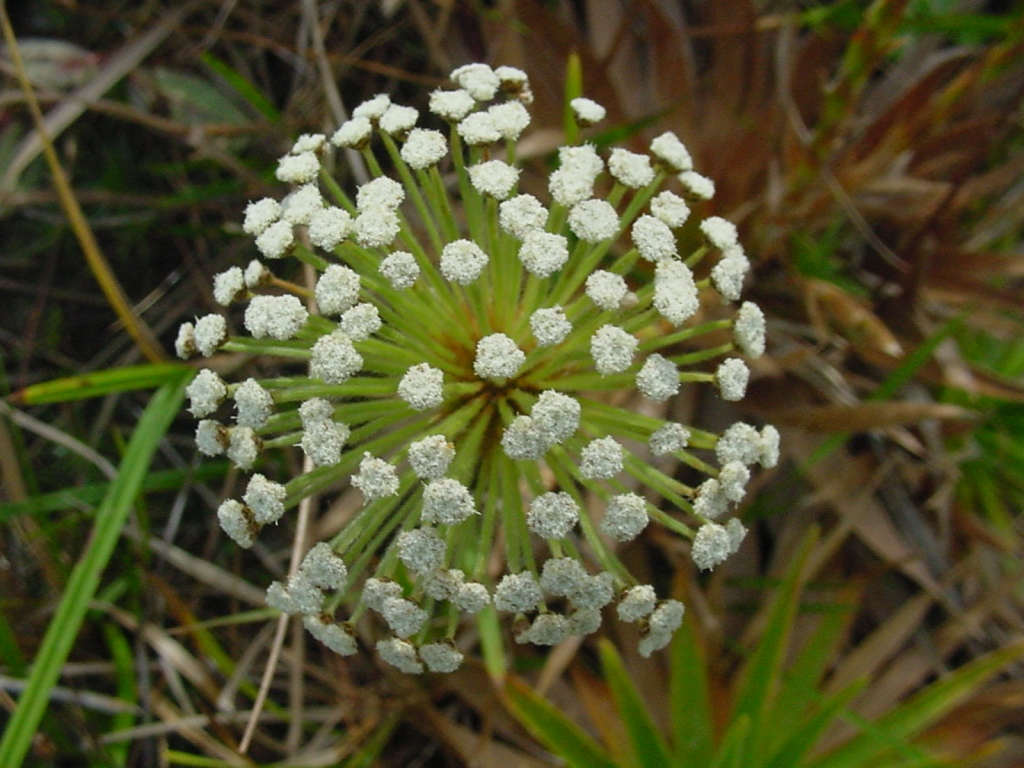
Paepalanthus polyanthus
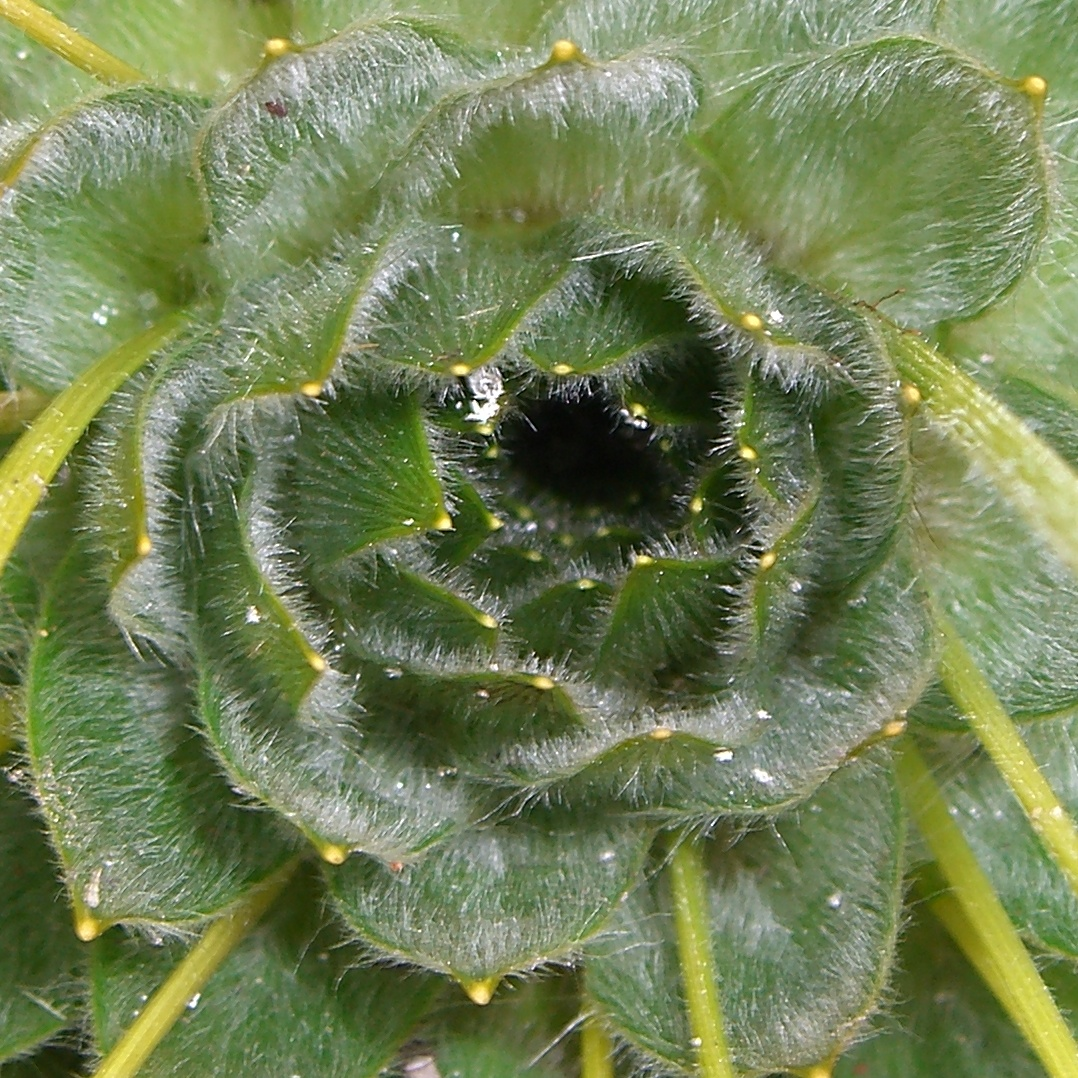
Detail růžice Paepalanthus alpinus
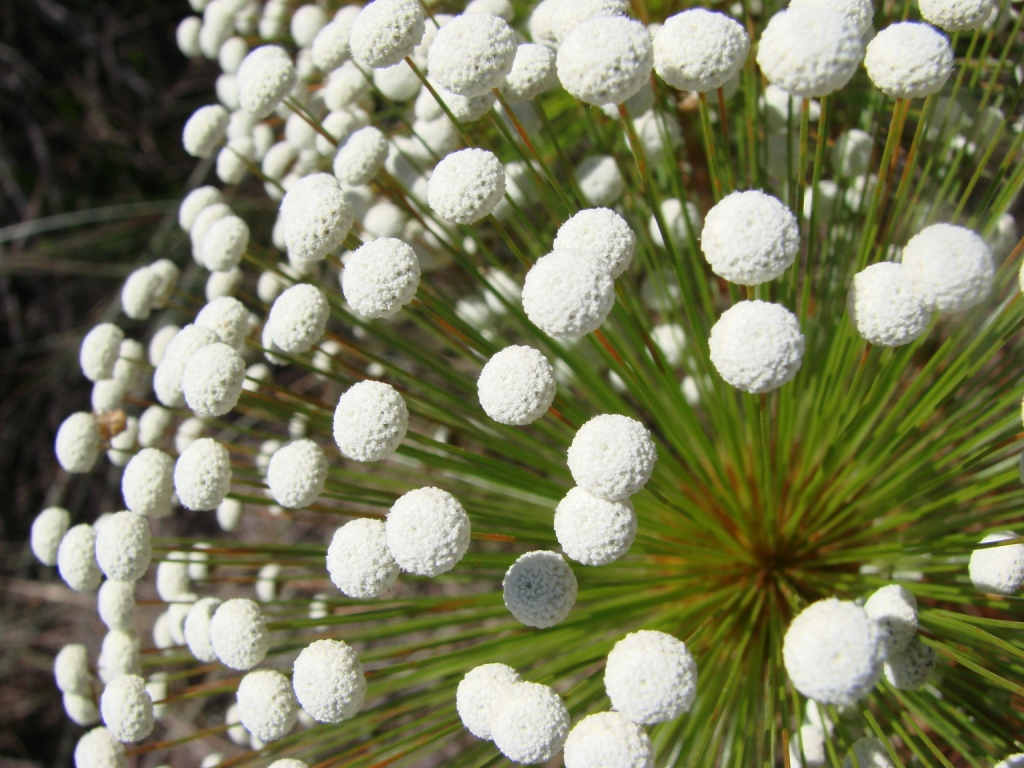
Paepalanthus speciosus - detail květenství

## Masožravost
Druh Paepalanthus bromelioides, rostoucí na brazilské Gran Sabana, má růžice podobné broméliím, v nichž se zadržuje voda. Protože v nich bývá nalézán lapený různý hmyz, objevují se domněnky, že se jedná o masožravou rostlinu. Schopnost rostliny zužitkovat živiny z kořisti však nebyla nikdy prokázána.